# Куш, Нафия
Нафия́ Куш (тур. Nafia Kuş; род. 20 февраля 1995, Адана) — турецкая тхэквондистка, выступающая в тяжелом весе (до и свыше 73 килограммов). Чемпионка мира 2023 года, чемпионка Европы 2018 года. Призёр чемпионатов мира и Европы, участница Олимпийских игр.

## Биография
Нафия Куш родилась 20 февраля 1995 года в Адане. Она занимается тхэквондо с 8 лет. В настоящее время Куш изучает физическое воспитание и спорт в университете Чукурова в Адане.

## Карьера
В 2013 году она завоевала серебряную медаль на Играх исламской солидарности, проходивших в Палембанге. Куш выиграла серебряную медаль на чемпионате мира по тхэквондо среди университетов 2014 года в Хух-Хото. Она стала чемпионкой Европы среди юниоров на турнире, который проходил в Инсбруке в 2014 году и продолжила свой успех, выиграв ещё несколько турниров в 2015 году, в том числе Dutch Open в Анталии и Moldova Open в Кишинёве.
Она завоевала золотую медаль на чемпионате Европы по олимпийским категориям, который прошёл в Нальчике в 2015 году. Нафия Куш завоевала бронзовую медаль на чемпионате мира по тхэквондо 2015 года в Челябинске. Она выиграла золотую медаль в весовой категории свыше 73 кг на открытом чемпионате Нидерландов 2015 года в Эйндховене. На открытом чемпионате Германии в 2020 году в Гамбурге она стала победительницей в весовой категории до 73 кг. Куш завоевала золотую медаль в весовой категории до 73 кг на 8-м открытом чемпионате Турции, который прошел в Стамбуле.
В 2021 году стало известно, что Нафия Куш примет участие на первых для себя Олимпийских играх, которые из-за пандемии коронавируса были перенесены с 2020 года на 2021. В марте Куш завоевала золото на открытом чемпионате Турции в весовой категории до 73 килограммов.
В 2023 году на чемпионате мира, который состоялся в Баку, в категории свыше 73 кг, Нафия завоевала золотую медаль, став впервые в карьере чемпионкой мира. В финальной схватке она победила спортсменку из Узбекистана Светлану Осипову.